# Ornex
Ornex är en kommun i departementet Ain i regionen Auvergne-Rhône-Alpes i östra Frankrike. Kommunen ligger  i kantonen Ferney-Voltaire som ligger i arrondissementet Gex. Kommunens areal är 5,64 km². År 2022 hade Ornex 4 903 invånare.

## Befolkningsutveckling
Antalet invånare i kommunen Ornex
Referens: INSEE